# 理科年表
理科年表（りかねんぴょう、英語: Chronological Scientific Tables）は、国立天文台が編纂し丸善出版が発行する自然科学に関するデータ集である。

## 概要
理科年表には、机上版とコンパクトなポケット版、CD-ROM版が存在し、毎年発行される。1925年2月20日創刊。1988年までは東京大学東京天文台編纂となっていた。1944年、1945年、1946年度版は発行されなかった。CD-ROM版は1996年度版から2006年度版まで発行されており、2008年度版からはWeb版となり、購入後、登録してから1年間は理科年表プレミアム、及び60頁のマニュアルにアクセスできる。
2005年度版までの累計売上は約250万部（書籍版）。1986年度版は約9万部を売り上げた（ハレー彗星の接近に伴う世論の関心の高まりによる）。近年の売上は年間3～4万部程度。
関連書籍として『環境年表』（『理科年表 環境編』の全面改訂）と『理科年表ジュニア』がある。また、『理科年表読本』シリーズも出版されている。

## 構成
暦部、天文部、気象部、物理/化学部、地学部、生物部、環境部、附録により構成される。生物部は1984年度版から、環境部は2005年度版から追加された。

## 内容
天体観測のデータ量が膨大になっているため、ダイジェスト（出典は記載）及び前年の宇宙研究のトピックスなどを記載している。物理部と化学部も同様であり、基本データのみを記載する約束になっている。
新設の項目については、分野の著しい進展に間に合っていない箇所も存在する。データとして収集するには信頼性が重要視されるため、業績として認められたデータのみ記載されているからである。
付録には、ノーベル物理学賞、ノーベル化学賞、ノーベル生理学・医学賞の授与年、受賞者及び授与理由が記載されている。また、理学上必要とされる簡単な公式集（証明は含まない）及び三角関数表、4桁の対数表、慣用の計量単位換算についても記されている（これは、初期の年表より実施）。
研究者が参照することもあるが、原典を確認しなかったことから過去の記載ミスが論文に引用されている例もある。
「世界のおもな大地震・被害地震年代表」では1582年以前もグレゴリオ暦表記となっているが、原典となる資料との西暦換算に齟齬が指摘されている（日本の歴史地震の西暦換算）。